# Banksinoma exobothridialis
Banksinoma exobothridialis är en kvalsterart som beskrevs av Bayartogtokh 1997. Banksinoma exobothridialis ingår i släktet Banksinoma och familjen Thyrisomidae. Inga underarter finns listade.